# Jisk'a Iru Muqu
Jisk'a Iru Muqu, o Jiskairumoko, è un sito archeologico precolombiano situato a 54 Km da Puno, in Perù, a oltre 4100 metri di altezza. I primi abitanti si stanziarono nella regione nel periodo arcaico.
Il nome deriva dall'unione delle parole Aymara "jiska" (piccolo), "iru" (un tipo di erba), e "moko" (piccola collina).

## Il Sito
Il sito venne ufficialmente scoperto e studiato da Mark Aldenderfer nel 1994 mentre stava perlustrando il fiume Ilave. I primi scavi vennero effettuati nel 1995. Sotto la guida di Aldenderfer, una squadra di archeologi dell'Università della California condussero altri scavi tra il 1999 e il 2004. 
Jiskairumoko possiede un ruolo importante nell'identificazione delle civiltà pre-Colombiane del Perù, grazie al ritrovamento di oggetti di prestigio al suo interno e allo stile architettonico delle rovine che suggeriscono si trattasse di un insediamento lungo una rotta commerciale.

## Ritrovamenti

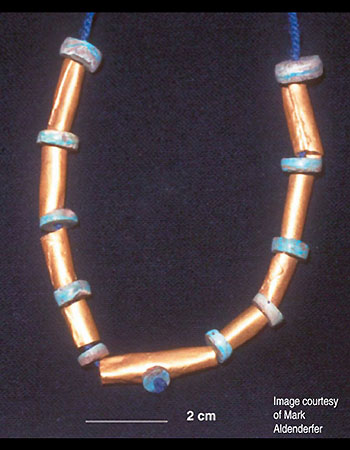
Collana d'oro trovata a Jiskairumoko.

Nove collane d'oro sono state trovate nella tomba di un uomo adulto e di un bambino, vicine a una casa costruita nel periodo arcaico terminale. Il carbone vegetale ritrovato nelle sepolture ha aiutato a stabilire la data di creazione delle collane d'oro, stabilendo che risalgono ad un periodo tra il 2155 e il 1936 a.C., gli oggetti artificiali d'oro più antichi nelle Americhe. La sepoltura degli oggetti con i morti implica che questi fossero persone di una certa importanza.
Sono stati inoltre rinvenuti sessantotto strumenti in ossidiana. Dopo uno studio in laboratorio presso l'Università del Missouri i risultati hanno rivelato che quasi tutti gli strumenti provengono probabilmente dalle vene di ossidiana del Chivay , nel centro-sud degli altopiani andini, tra Perù e Bolivia.